# 금아고속관광
금아고속관광앤경주시티투어(金亞高速觀光-慶州-)는 금아버스그룹 계열사의 전세버스, 공항버스 운송 업체이다.
본사는 경상북도 경주시 충현로 64 (충효동)에 있으며, 영업소는 경상북도 경주시 강변로 184 (노서동)에 위치하고 있다. 주로 공항버스 노선을 비롯해 전세버스 사업을 주력으로 하고 있는 전세버스 업체이다.

## 운행 노선

### 공항버스
- 포항터미널 ↔ 경주터미널 ↔ 김해국제공항

## 같이 보기
- 금아여행
- 금아리무진
- 시티투어